# Henri Vieuxtemps
Henri François Vieuxtemps (Verviers, 17 de febrero de 1820–Argel, 6 de junio de 1881) fue un violinista y compositor belga, quizá el mayor representante de la escuela violinística franco-belga.

## Un niño prodigio
Criado en un ambiente familiar impregnado de música, su padre -violinista aficionado y buen luthier- le da sus primeras clases, para continuar con su paisano Lecloux-Dejonc, que advierte en él grandes cualidades. Con solo seis años, en 1826 inicia su carrera concertística junto a su profesor, con el Concierto para Violín y Orquesta n.º 5 de Jacques Rode. En 1827 da su primer concierto en Bruselas, donde fue escuchado por Charles-Auguste de Bériot, quien accede a admitirlo en sus clases del Conservatorio de París, donde se traslada en 1828. Permanece en la capital del Sena hasta 1833, alternando sus estudios con una importante actividad concertística por la propia Francia, Bélgica, Alemania, Italia (donde conoce a Paganini) y Estados Unidos. Son los tiempos en los que su juventud y su virtuosismo al violín le crean una fama legendaria. Con solo trece años, en 1833, se instala en Viena y estudia composición con Simon Sechter. La recepción en la corte imperial es muy buena y hace grandes amistades pese a su corta edad. Entre sus compositores más admirados se encuentra Beethoven, de quien se convierte en intérprete favorito de su Concierto para Violín y Orquesta Op.61.

## Primeras composiciones
Su aprecio por la música alemana es grande. En 1834 realiza una gira por Alemania y es escuchado en Leipzig por Schumann, quien lo compara con Paganini. Al año siguiente, en 1835, decide volver a París y concluir sus estudios de composición con Anton Reicha. Su primera composición llegaría en 1836: el Concierto para Violín n.º 2 en Fa sostenido menor Op. 19. En 1837 y 1839 realiza largas giras por Rusia, donde se gana una gran reputación. En el segundo viaje escribe su Concierto para Violín n.º 1 en Mi Mayor Op. 10, estrenado en París en 1841 con el aplauso de Wagner y Berlioz. En 1843 y 1844 realiza sendas giras de conciertos en Estados Unidos, y ese último año otra por Alemania, donde compondría una nueva obra, el Concierto para Violín n.º 3 en La Mayor Op. 25, muy influenciado por su amado Concierto para Violín de Beethoven. En 1844 se casa con la pianista vienesa Josephine Eder, y entre 1846 y 1852 se establece en Rusia como violinista del zar, violín solista de los Teatros Imperiales de San Petersburgo y profesor del conservatorio de esta ciudad. Allí compone, además de otras muchas obras, el Concierto para Violín n.º 4 en Re menor Op. 31, descrito por Berlioz como "una sinfonía para violín".

## Un músico completo
Vuelve a su Bélgica natal en 1852 y permanece en Bruselas hasta 1854, cuando se traslada a Dreieichenhain, cerca de Fráncfort. El profesor Hubert Léonard del Conservatorio de Bruselas le encarga una obra para ser utilizada en el concurso de violín: entre 1858 y 1859 Vieuxtemps compone el Concierto para Violín n.º 5 en La menor Op. 37, de gran sensibilidad y tono romántico. Viaja a San Petersburgo en 1864 para hacerse cargo de la cátedra de violín, pero en 1866 se establece con su familia en París y en 1871 regresa a Bruselas, donde es nombrado profesor de violín en el Conservatorio. Poco después tiene que abandonar el cargo, aquejado de una grave enfermedad, y no reasume su labor docente hasta 1877. En este tiempo, salvo los tiempos de enfermedad, no cesa su actividad concertística con giras por todo el mundo. 
En 1879 la enfermedad no le permite continuar y se traslada con su hermana a Mustafá (Argelia), donde esta residía con su marido. Allí continúa su trabajo creativo y compone sus dos últimos conciertos: el Concierto para Violín en.º 6 en Sol Mayor Op. 47 y, poco después, el Concierto para Violín n.º 7 en La menor Op. 49. Muy debilitado fallece en Argel en 1881, pero su cuerpo es trasladado a Bélgica donde es recibido como un héroe nacional y enterrado en Verviers, su ciudad natal.

## Principales obras

### Música de cámara

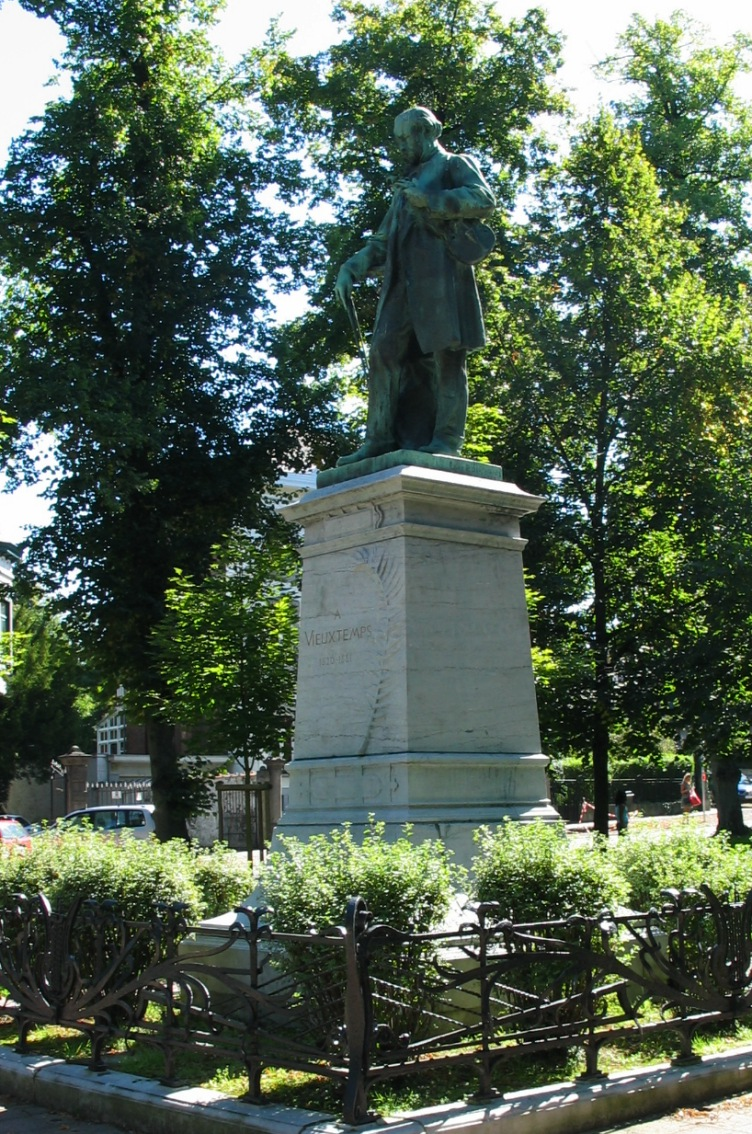
Memorial en Verviers.

- Capriccio para Viola solista Op. 9
- Rêverie Op. 22 n.º 3, dúo.
- Bouquet américain: Last Rose of Summer Op. 33 n.º 5, dúo.
- Ballade et Polonaise Op. 38, dúo.
- Lamento Op. 48 n.º 18, dúo.
- Rêve Op. 53 n.º 5, dúo.
- Elegía para Viola y Piano Op. 30
- Sonata para Violín Op. 12
- Sonata para Viola Op. 36
- Sonata para Viola Op. 14

### Música orquestal
- Concierto para Violín n.º 1 en Mi Mayor Op. 10
- Concierto para Violín n.º 2 en Fa sostenido menor Op. 19
- Concierto para Violín n.º 3 en La Mayor Op. 25
- Concierto para Violín n.º 4 en Re menor Op. 31
- Concierto para Violín n.º 5 en La menor Op. 37
- Concierto para Violín n.º 6 en Sol Mayor Op.Post 47
- Concierto para Violín n.º 7 en La menor a Jenö Hubay Op.Post 49
- Concierto para Violonchelo n.º 1 Op. 46
- Concierto para Violonchelo n.º 2 Op. 50
- Romanza para violín Op. 7 n.º 2
- Romanza para violín Op. 40 n.º 1